# تيد فريمان
تيد فريمان هو سياسي كندي، ولد في 1902 في كندا، وتوفي في 9 أكتوبر 1986 في ثاندر باي في كندا. حزبياً، نشط في الحرب الديمقراطي الجديد لأونتاريو. وقد انتخب عضو برلمان مقاطعة أونتاريو.